# Charles Dunoyer
Barthélemy-Charles-Pierre-Joseph Dunoyer de Segonzac [ejtsd: dönoajjé] (Carennac, 1786. május 20. – Párizs, 1862. december 4.) francia nemzetgazdasági író.

## Élete
1814-től Charles Comte-vel szerkesztette a Le Censeur c. lapot, amelyet a restauráció alatt számtalanszor betiltottak. A júliusi forradalom alatt prefektus tisztséget töltött be. 1838-tól 1851-ig, III. Napóleon államcsínyéig az államtanács tagja volt. Rövid ideig a Bibliothèque royale-t is vezette. A Francia Társadalomtudományi Akadémia 1832-ben választotta tagjai közé.

## Nevezetesebb művei
- L'industrie et la morale considérées dans leurs rapports avec le société (2 kötet, 1821)
- Esprit et méthode comparées de l'Angleterre et de la France dans les entreprises des travaux publics (1840)
- De la liberté du travail etc. (3 kötet, 1845)
- Le second empire et une nouvelle restauration... (2 k. 1865)
- Notices d'économie sociale (1870)